# Eduard Künneke
Eduard Künneke [también escrito Kuenneke, Künnecke o Kuennecke] (27 de enero de 1885, Emmerich, Renania del Norte-Westfalia – 27 de octubre de 1953, Berlín) fue un compositor alemán destacado por sus operetas, óperas, obras de teatro musical y composiciones sinfónicas.

## Biografía
Künneke era hijo de un empresario y estudió musicología e historia literaria en Berlín entre 1903 y 1905. De 1905 a 1906 asistió a las clases magistrales de Max Bruch. De 1907 a 1909 trabajó como maestro repetidor y director de coros en el Neuen Operettentheater am Schiffbauerdamm. Entre 1908 y 1910 trabajó asimismo como director para el sello discográfico Odeon y de 1910 a 1911 fue maestro de capilla en el Deutsches Theater. Tras lograr que su ópera Robins Ende fuera representada en 38 teatros alemanes, tras el estreno en el Nationaltheater de Mannheim a finales de 1909 renunció al puesto de director de coro. Desde 1906 era profesor de acompañamiento vocal en el Conservatorio Stern. Durante su tiempo como maestro de capilla con Max Reinhardt, Künneke compuso la música incidental para la puesta en escena de segunda parte de Fausto en el Deutsches Theater.
La música tranquila de Eduard Künneke se caracteriza por su ritmo y estilo armonioso. Su obra más conocida fue la opereta Der Vetter aus Dingsda (1921). Muchas de sus canciones continúan gozando de popularidad en la actualidad. Su Concierto para piano y su Tanzerische Suite para banda de jazz y gran orquesta son obras con exigencias significativamente más altas y pueden clasificarse como música de entretenimiento de alto nivel.
Después de la "toma del poder" por los nacionalsocialistas, se convirtió en miembro del Partido Nacionalsocialista Obrero Alemán el 1 de mayo de 1933 (con número 2.633.895), aunque fue expulsado en 1934 por "infiltración no aria", confirmado en 1936 por el tribunal de distrito del partido. Sin embargo, con un permiso especial del Ministro de Propaganda del Reich, Joseph Goebbels, se le permitió continuar componiendo debido al valor de la propaganda. Durante la era nazi, Künneke compuso otras operetas, marchas y música cinematográfica.
Desde que en 1926 estrenara su opereta Lady Hamilton en Breslavia, el compositor cultivó una estrecha amistad con el director de orquesta Franz Marszalek. Durante su trabajo en la Westdeutscher Rundfunk Marszalek apoyó señaladamente a Künneke realizando numerosas grabaciones de sus obras (muchas de las cuales ya no están disponibles). Este director grabó música de Künneke con los conjuntos orquestales Kölner Rundfunkorchester y Kölner Rundfunk-Sinfonie-Orchester. Entre estas grabaciones se incluye la de una interpretación en 1960 del arreglo para piano y orquesta de la Sonata para piano en Re mayor, D 850 de Franz Schubert realizado durante los últimos años de la guerra.
Künneke se casó en dos ocasiones: en 1908 con la cantante de ópera Grethe Polkowski (nacida en 1880), de quien se divorció en 1919, y en 1920 con la soprano Katharina Müller (1882-1967). Su segunda esposa era la hija del actor Hugo Müller (1847-1902) y utilizaba el nombre artístico de Katharina Garden; de este segundo matrimonio nació la actriz y cantante Evelyn Künneke.
Eduard Künneke falleció el 27 de octubre de 1953 en la Clínica Heckeshorn de Berlín Occidental de una insuficiencia cardíaca tras padecer una larga enfermedad. Fue enterrado en el cementerio estatal Heerstraße en Berlín-Westend (ubicación de la tumba: II-W7-71). Sus restos descansan allí junto a los de su esposa Katharina y próximos a los de su hija Evelyn.
En el archivo de la Academia de las Artes de Berlín se custodia un fondo documental personal de Eduard Künneke.

## Obras

### Óperas
- 1909: Robins Ende
- 1913: Coeur As
- 1931: Nadja
- 1935: Die große Sünderin

### Música incidental
- 1911: Faust II
- 1912: Circe
- 1912: So ist das Leben

### Obras de teatro musical
- 1919: Das Dorf ohne Glocke
- 1932: Klein Dorrit
- 1933: Die lockende Flamme
- 1937: Zauberin Lola

### Operetas
- 1919: Der Vielgeliebte
- 1920: Wenn Liebe erwacht
- 1921: Der Vetter aus Dingsda
- 1921: Die Ehe im Kreise
- 1922: Verliebte Leute
- 1923: Casinogirls
- 1923: Lovers Lane
- 1925: The love Song
- 1925: Die hellblauen Schwestern
- 1925: Mayflowers
- 1925: Riki-Tiki
- 1926: Lady Hamilton
- 1927: Die blonde Liselott
- 1928: Die singende Venus
- 1930: Der Tenor der Herzogin
- 1932: Liselott (nach Liselotte von der Pfalz)
- 1932: Glückliche Reise
- 1933: Die Fahrt in die Jugend
- 1935: Herz über Bord
- 1937: Zauberin Lola
- 1938: Hochzeit in Samarkand
- 1938: Der große Name
- 1941: Traumland
- 1941: Die Wunderbare
- 1949: Hochzeit mit Erika

### Música cinematográfica
- 1922: Das Weib des Pharao
- 1926: Das Blumenwunder
- 1928: Eine Nacht in London
- 1930: Der Walzerkönig
- 1930: El amor solfeando
- 1930: L'amour chante
- 1931: Die Marquise von Pompadour
- 1932: Der schwarze Husar
- 1933: Tambour battant
- 1933: Was wissen denn Männer
- 1933: Heimkehr ins Glück
- 1933: Drei blaue Jungs, ein blondes Mädel
- 1933: Es gibt nur eine Liebe
- 1933: Der Page vom Dalmasse-Hotel
- 1933: Drei blaue Jungs – ein blondes Mädel
- 1933: Glückliche Reise
- 1933: Des jungen Dessauers große Liebe
- 1934: Lisetta
- 1934: Die Stimme der Liebe
- 1934: Das Blumenmädchen vom Grand-Hotel
- 1934: Der Vetter aus Dingsda
- 1934: Abenteuer eines jungen Herrn in Polen
- 1934: Da stimmt was nicht
- 1934: Der Fall Brenken
- 1936: Ein Lied klagt an
- 1936: Dahinten in der Heide
- 1936: Der lachende Dritte
- 1936: Till Eulenspiegel: Wie Eulenspiegel zu Marburg den Landgrafen malte
- 1936: Till Eulenspiegel: Wie Eulenspiegel ein Urteil sprach …
- 1936: Till Eulenspiegel: Wie Eulenspiegel den Neunmalweisen Rede und Antwort steht
- 1936: Till Eulenspiegel: Wie Eulenspiegel sich einmal erbot, zu fliegen
- 1937: Wie der Hase läuft
- 1938: Der nackte Spatz
- 1938: Peter spielt mit dem Feuer
- 1939: Tanzendes Herz
- 1943: Wenn der junge Wein blüht
- 1950: Hochzeit mit Erika
- 1953: Der Vetter aus Dingsda
- 1954: Glückliche Reise

### Música instrumental
- Zigeunerweisen
- Serenade
- Flegeljahre. Tres piezas orquestales basadas en la novela homónima de Jean Paul (Op. 9)
- Concierto para piano en La bemol mayor
- Tanzerische Suite. Concerto Grosso en 5 movimientos para banda de jazz y gran orquesta (Op. 26)
- Blumenwunder - Suite N.º 1 y N.º 2
- Oberturas

## Grabaciones (Selección)
- Die lockende Flamme, Singspiel romántico en ocho cuadros. Libreto de Paul Knepler e Ignaz Michael Welleminsky. Con Birgit Fandrey, Christiane Hossfeld, Maria Mallé, Zoran Todorovich, Gerd Grochowski, Ralf Lukas, Gerhard Peters, Jürgen Sacher y Theodor Weimer. Kölner Rundfunkchor, Kölner Rundfunk-Sinfonie-Orchester, Peter Falk (Director). Colonia 1994 (Capriccio - C5088)[4]
- Herz über Bord, opereta en cuatro actos. Libreto de Max Bertuch, Kurt Schwabach y Eduard von der Becke. Con Annika Boos, Linda Hergarten, Martin Koch, Julian Schulzki y Martin Krasnenko. WDR Rundfunkchor Köln, WDR Rundfunkorchester Köln, Wayne Marshall (Director). Colonia 2017 (Capriccio - C5319)[5]
- Concierto para piano en La bemol mayor / Zigeunerweisen / Serenade. Oliver Triendl (piano). Münchner Rundfunkorchester. Ernst Theis (Director). Georgsmarienhütte 2017 (CPO 555 015-2)[6]